# Ola & Gorillan
Ola och Gorillan är en musikgrupp bestående av Ola Lindholm, Oscar Söderberg och Mats Ågren. De har gjort barnskivan Ola & Gorillan som vann en Grammis för bästa barnskiva 2002.
Ola och Gorillan finns även med på skivorna Myror i brallan och Världens bästa skiva.